# Сулаж, Пьер
Пьер Сула́ж (фр. Pierre Soulages; 24 декабря 1919, Родез — 25 октября 2022, Ним) — французский художник-абстракционист, один из ведущих представителей ташизма, знаменитый своими картинами, выполненными чёрным цветом.

## Биография и творчество

Пьер Сулаж. 1967

Пьер Сулаж родился 24 декабря 1919 года в городе Родез (префектура департамента Аверон). В раннем возрасте у него умер отец, и его воспитанием занималась мать, которая была владелицей магазина для рыбалки и охоты. В детстве проявил художественные способности. Поступил в Школу изящных искусств в Париже перед Второй мировой войной, но разочаровался в методах преподавания и скоро покинул её, вернувшись в Родез. В 1941 году был зачислен на курсы Художественной школы в Монпелье, но в связи с необходимостью зарабатывать на жизнь в условиях оккупации вынужден был прекратить обучение. Работал разнорабочим, управляющим сельскохозяйственных предприятий.
В 1946 году приехал в Париж, где посвятил себя нефигуративной живописи, экспериментируя с различными материалами. Известность пришла к нему после первой выставки в Салоне Независимых (1947). Его творчество произвело впечатление на таких признанных художников, как Франсис Пикабиа и Фернан Леже. Большое влияние на его художественную эволюцию оказали работы французского абстракциониста Ханса Хартунга. Вместе с ним, а также Жераром Шнайдером, Сулажа относили к группе свободной абстракции. В 1960-е годы был близок к представителям нового романа, в частности, к Алену Роб-Грийе. С 1987 по 1994 год по государственному заказу работал над витражами церкви аббатства Сент-Фуа в Конке (Аверон).
Сквозная тема работ Сулажа — чёрный цвет, а самого мастера даже прозвали «волшебником чёрного цвета». Свою оригинальную манеру он выработал в 1950-х годах, когда стал работать с чёрной краской, нанесённой на холст штукатурной лопаткой, на которой прочерчивал контур рисунка с помощью ножа или щётки, чтобы придать изображению форму и текстуру. На его картинах обычно господствует чёрный цвет, также на полотне могут быть представлены один или несколько менее выделяющихся цветов. С середины 1970-х годов начинает применять, по авторскому определению, «сверхчёрный» (outrenoir) цвет, что даёт зрителю представление о «запредельно чёрном».

Когда смотрят на мои работы, видят свет, который излучают оттенки чёрного. Этот свет исходит из полотна, но только, когда на него смотрят, то есть вступают в некие отношения с произведением искусства. И впечатление, которое возникает, шире картины, пространство которой ограничено рамой, вас словно бы втягивает внутрь, и вы, таким образом, сами становитесь частью полотна.

В этот период в большинстве его работ использована только чёрная краска, которую он наносил при помощи щётки и шпателя. По оценке французского историка Мишеля Пастуро: «Это не монохромия, а виртуозная монопигментарная техника, с помощью игры отражений создающая бесконечное множество световых образов, возникающих между зрителем и картиной. Это уникальное явление в истории живописи, великолепное и неповторимое, которое не имеет ничего общего с гнетущими Black Squares американского минималиста Эда Рейнхардта (1913—1967), всегда одинаковыми чёрными квадратами без рельефной структуры, не выполняющих никакой художественной задачи». Он также создавал свои работы не только на холсте, но и на других материалах (бумага, стекло, медь, бронза).
Сулаж говорил, что его картины — «это поэтические объекты, способные принять то, что каждый человек готов вложить в соответствии с предложенным ему ансамблем форм и цветов». На утверждение Роберта Мазервелла о том, что абстракционизм лучше всего понимают американцы, художник ответил: «Искусство должно быть понято, любимо и разделяемо всеми, в любой точке мира… Я считаю, что в искусстве в основном есть только личные впечатления, которые выходят за рамки отдельного человека и даже его культуры».
Более 70 лет он рисовал преимущественно в чёрном цвете, поэтому его часто называют «чёрным художником». С 1979 года он работает исключительно в чёрном цвете, создав серию работ, которые, по его собственному определению, находятся «за пределами чёрного». Созданные в 1965—1966 годах по его проекту витражи для музея Зурмондта-Людвига в Аахене и «живой свет, заключённый в самом стекле» — 104 витража в аббатстве Сент-Фуа-де-Конк (Конк, Аверон, Франция) — получили название «иконы ночи». 
Сулаж скончался в университетской больнице Нима 26 октября 2022 года в возрасте 102 лет. Церемония прощания с художником проходила в Лувре, в Cour Carrée, в присутствии членов правительства и семьи художника.

## Признание
В 1979 году Сулаж был избран почётным членом Американской академии искусства и литературы. В 2001 году стал первым из художников, у которого состоялась первая прижизненная выставка картин сначала в Эрмитаже, а затем и в Третьяковской галерее. Итогом премьерных российских выставок «Чёрный свет» (Lumière du noir) стало опубликование в том же году каталога «Сулаж. Светоносность чёрного. Soulages. Lumière du noir». В конце 2009 года прошла выставка его картин в парижском Центре Помпиду, которую посетило полмиллиона зрителей. В 2014 году на его родине в Родезе был открыт музей, посвящённый его творчеству. Мастер присутствовал на его открытии и преподнёс в дар около 500 своих работ. В ознаменование столетнего юбилея художника, прошедшего в 2019 году, в Лувре провели его персональную выставку. После Пабло Пикассо и Марка Шагала он стал третьим живым художником, удостоенным такой чести. В ноябре 2021 года одна из его картин 1961 года была продана за 20,2 миллиона долларов на аукционе Sotheby’s в Нью-Йорке.

## Документальные фильмы
- 2015 — Искусство контражура / L’art du contre-jour (реж. Оливье Пекмезьян / Olivier Pekmezian)